# Herbita tucumana
Herbita tucumana är en fjärilsart som beskrevs av Paul Dognin 1923. Herbita tucumana ingår i släktet Herbita och familjen mätare. Inga underarter finns listade i Catalogue of Life.